# Maja Setterberg
Maria (Maja) Setterberg, född 21 juli 1876 i Stockholm, död 24 augusti 1950 i Stockholm, var en svensk målare och grafiker.
Hon var dotter till läroverksadjunkten Axel Setterberg och Sofia Charlotta Askeroth. Setterberg studerade vid Tekniska skolan i Stockholm 1895–1897 och vid Konstakademien 1897–1904 där hon även deltog i Axel Tallbergs etsningskurs. Hon vistades i Paris 1903 och Köpenhamn 1906 och bedrev där självstudier. Tillsammans med Adèle Söderberg ställde hon ut på Hultbergs konsthandel i Stockholm 1909. Hon var en av initiativtagarna till bildandet av Konstnärsringen 1909 och ansvarade för ringens utställningar och var fram till 1946 medlem i ringens styrelse. Hennes konst består av barnporträtt, genremålningar och landskap. Setterberg är representerad med ett porträtt av Gösta Ekman vid Drottningholms teatermuseum.